# NGC 2518
NGC 2518 is een elliptisch sterrenstelsel in het sterrenbeeld Lynx. Het hemelobject werd in 1886 ontdekt door de Duits-Britse astronoom Jacob Gerhard Lohse (1851-1941).

## Synoniemen
- UGC 4221
- MCG 9-14-6
- ZWG 263.9
- NPM1G +51.0099
- PGC 22800